# Luc Holtz
Pour les articles homonymes, voir Holtz (homonymie).
Luc Holtz est un footballeur international luxembourgeois, né le 14 juin 1969 à Luxembourg.

## Carrière
Passé dans le cadre de sa formation au FC Montceau Bourgogne, il débute en tant que professionnel lors de la saison 1990-1991 du championnat luxembourgeois avec les Red Boys Differdange.
En 1992 il rejoint l'Avenir Beggen avec qui il va connaître ses premiers titres nationaux, les doublés championnat et coupe en 1993 et 1994.
En 1999, il rallie l'Etzella Ettelbruck qui évolue en 2e division en tant qu'entraîneur-joueur, et réalise la performance d'obtenir la promotion en élite dès sa première saison au club.
Pour la saison 2000-2001, le club tout juste promu parviens à se hisser à une encourageante 3e place, et à décrocher la coupe nationale.
La joie est de courte durée puisque le club est relégué en 2002, mais reviendra dans le championnat national dès 2003.
À l'issue de la saison 2007-2008 il met fin à sa carrière de joueur, et se concentre désormais uniquement sur le métier d'entraîneur.
En ce sens, il est nommé en 2008 à la tête des espoirs luxembourgeois. 
En 2010, il est nommé sélectionneur national du Luxembourg à la suite de la démission de Guy Hellers. Il quitte ses fonctions le 11 août 2025.

## Sélection nationale
Il fait ses débuts en sélection en octobre 1994 lors d'un match amical contre le Portugal qui se conclut sur un match nul (1 à 1).
Sa dernière sélection remonte au 16 octobre 2002 lors d'un match contre la Roumanie dans le cadre des éliminatoires de l'Euro 2004 perdu 7 à 0.
Il inscrit son seul but en sélection le 6 septembre 1995 contre Malte comptant pour les qualifications à l'Euro 1996, il marque l'unique but de la rencontre.

## Palmarès
- Championnat du Luxembourg :
  - Champion : 1993 et 1994 (avec l'Avenir Beggen)

- Coupe du Luxembourg :
  - Vainqueur : 1993, 1994 et 2001 (avec l'AS La Jeunesse d'Esch puis l'Etzella Ettelbruck)

- Joueur du Luxembourg de l'année : 1993